# Relazioni bilaterali tra Azerbaigian e Turchia
Le relazioni tra l'Azerbaigian e la Turchia sono sempre state solide e forti. Spesso questi due paesi vengono descritti come una "nazione con due stati" dall'ex presidente dell'Azerbaigian Heydər Əliyev dovuta al fatto che entrambi sono repubbliche turche. La Turchia è stato il primo stato a riconoscere l'indipendenza dell'Azerbaigian nel 1991 ed è stato uno strenuo sostenitore dell'Azerbaigian nei suoi sforzi per consolidare la sua indipendenza, preservare la sua integrità territoriale e realizzare il suo potenziale economico derivante dalle ricche risorse naturali del Mar Mediterraneo e Mar Caspio. 
Le relazioni diplomatiche tra la Repubblica di Azerbaigian e la Repubblica di Turchia sono state stabilite il 14 gennaio 1992. I due paesi condividono un confine di 11 chilometri, con il fiume Aras che separa la Turchia dall'exclave azera del Naxçivan.
Dall'inizio della guerra di Nagorno Karabakh, la Turchia ha completamente sostenuto l'Azerbaigian. Dopo il passaggio della regione di Kəlbəcər sotto il controllo delle forze armene, la Turchia è intervenuta in una riunione straordinaria del Consiglio di sicurezza dell'ONU il 6 aprile. Nel 1993, Turchia ha bloccato unilateralmente confine armeno-turco, citando l'occupazione di territori azeri da parte delle forze armene. Il governo turco promette di aprire il confine a condizione che l'Armenia cessi di cercare il riconoscimento internazionale del genocidio armeno e ritiri le truppe dalla zona di conflitto nel Nagorno Karabakh.
La Turchia è uno dei principali partner dell'Azerbaigian nella sfera militare. Nel gennaio del 1992, Il presidente dell'Azerbaigian, Ayaz Mütallibov, ha concluso un accordo di cooperazione militare con la Turchia, uno stato membro della NATO. L'esercito nazionale dell'Azerbaigian sta lavorando strettamente con le forze armate turche in molte aree. Nel giugno del 2010, la compagnia militare azera Azersimtel ha annunciato di aver raggiunto un accordo con la Turkish Mechanical and Chemical Industry Corporation (MKE) sul lancio di una struttura militare congiunta. Secondo il Ministro della Difesa turco Vecdi Gonul, l'assistenza militare turca all'Azerbaigian ha superato i $ 200 milioni nel 2010. Nella prima fase della produzione, la compagnia dovrebbe produrre armi militari per le forze armate dell'Azerbaigian. Nel dicembre 2010, entrambi i paesi hanno firmato la serie di trattati nei quali è previsto che si rendono reciprocamente garanti in caso di attacco da parte di forze straniere. Il trattato entra in vigore in seguito allo scambio di strumenti di ratifica ed è valido per 10 anni. Inoltre, il termine è prorogato per altri 10 anni, se negli ultimi 6 mesi non v'è alcuna notifica di sospendere il trattato.
A partire dagli anni 2000, l'Azerbaigian è diventato un mercato importante per la vendita di prodotti turchi. Le esportazioni annuali turche in Azerbaigian per il periodo 2001-2011 sono aumentate da $ 225 milioni a $ 2,064 milioni di dollari. L'Azerbaigian e la Turchia hanno successivamente costruito i loro legami linguistici e culturali per formare una partnership economica molto stretta. La Turchia acquista gas naturale dell'Azerbaigian e le due cooperative, insieme alla vicina Georgia, in progetti infrastrutturali come l'oleodotto Baku-Tbilisi-Ceyhan, il gasdotto Baku-Tbilisi-Erzurum, la ferrovia Baku-Tbilisi-Kars e la proposta di gasdotto Trans-Anatolia. Nel dicembre 2010, l'Assemblea nazionale dell'Azerbaigian ha ratificato il partenariato strategico e l'assistenza reciproca tra l'Azerbaigian e la Turchia. L'accordo comprende 23 articoli e cinque capitoli: questioni militari-politiche e di sicurezza, cooperazione militare e militare-tecnica, questioni umanitarie, cooperazione economica e disposizioni comuni e finali.